# آيت محمد أو سعيد (آيت فاسكا)
آيت محمد أو سعيد هو دُوَّار يقع بجماعة بن صميم، إقليم إفران، جهة فاس مكناس في المملكة المغربية. ينتمي الدوّار لمشيخة آيت فاسكا التي تضم 16 دوار. يقدر عدد سكانه بـ 153 نسمة حسب الإحصاء الرسمي للسكان والسكنى لسنة 2004.

## وصلات خارجية
- البوابة الوطنية للجماعات الترابية
- المندوبية السامية للتخطيط